# The Understanding
The Understanding är ett album med den norska duon Röyksopp, utgivet i juli 2005.

## Låtlista
1. "Triumphant" - 4:20
2. "Only This Moment" - 3:55
3. "49 Percent" - 5:11
4. "Sombre Detune" - 4:52
5. "Follow My Ruin" - 3:51
6. "Beautiful Day Without You" - 5:29
7. "What Else Is There?" - 5:17
8. "Circuit Breaker" - 5:24
9. "Alpha Male" - 8:11
10. "Someone Like Me" - 5:23
11. "Dead to the World" - 5:20
12. "Tristesse Globale" - 1:24